# Geelgroen oorzwammetje
Het geelgroen oorzwammetje (Crepidotus cristatus) is een schimmel in de familie Crepidotaceae. Hij leeft saprotroof op dode takken van Acer.

## Kenmerken

### Uiterlijke kenmerken
Hoed
De paddenstoel heeft een hoed met een diameter van 2-10 mm. De vorm is niervormig. De kleur is citroen-geel met lichte strepen.
Lamellen
De lamellen zijn nauw aangehecht aan de steel. De kleur is eerst lichtgeel en later bruin.
Steel
De steel is cilindrisch, sublateraal en zichtbaar bij jonge exemplaren.
Geur en smaak
De smaak is melig en hij ruikt naar schimmel.

### Microscopische kenmerken
De sporen meten 5,0-6,5 × 4,5-6,5 (Q=1 tot 1,25). Er zijn gespen aanwezig. De basidia zijn 4-sporig en meten 20-30 x 6-8 µm. De cheilocystidia zijn urnvormig, hyaliene, hebben sterk vertakte uitsteeksels en meten 20-30 x 6-15 µm. Er zijn gespen aanwezig.

## Verspreiding
In Nederland komt het geelgroen oorzwammetje zeer zeldzaam voor.